# Plantago depauperata
Plantago depauperata är en grobladsväxtart som beskrevs av Merrill och Perry. Plantago depauperata ingår i släktet kämpar, och familjen grobladsväxter. Inga underarter finns listade i Catalogue of Life.